# Ch'ae Kyuyŏp
Ch'ae Kyuyŏp (hangeul : 채규엽 ; hanja : 蔡奎燁) aussi connu sous le nom japonais de Hasegawa Ichirō (長谷川一郎) est un chanteur coréen née probablement en 1906 dans le Hamgyŏng du Sud et mort en décembre 1949 à Hamhŭng.

## Biographie
Il étudie au conservatoire à Tokyo, alors que la Corée est une colonie japonaise. Actif de 1930 à 1949, du fait de sa popularité il fait l'objet d'intenses tractations des labels musicaux de l'époque, ses disques étant publiés par Nitto Records (en) et Columbia Records.